# Eugenia pseudopsidium
Eugenia pseudopsidium är en myrtenväxtart som beskrevs av Nikolaus Joseph von Jacquin. Eugenia pseudopsidium ingår i släktet Eugenia och familjen myrtenväxter. Inga underarter finns listade i Catalogue of Life.